# カルタヘナの海戦 (1758年)
カルタヘナの海戦（カルタヘナのかいせん、英語: Battle of Cartagena）は七年戦争中の1758年2月28日、スペインのカルタヘナ沖でおきた戦闘。ヘンリー・オズボーン率いるイギリス艦隊はカルタヘナに停泊しているフランス艦隊を封鎖していたが、その封鎖を解こうとしたミシェル＝アンジュ・デュケーヌ・ド・メネヴィル率いるフランス艦隊を撃退した。
封鎖が解けなかったことでイギリス軍に包囲されている北アメリカのルイブール要塞への支援が限定的なものとなり、要塞は同年に降伏した。

## 背景
1756年、フランスの遠征隊がトゥーロンを発ち、ミノルカ島を占領した。その後、フランス艦隊はトゥーロンに戻り、18ヶ月間何の行動も起こさなかった。一方、ジブラルタルを基地とするイギリス艦隊は地中海の出口を封鎖していた。
1757年、イギリス軍は北アメリカのルイブールに遠征したが、フランスが艦隊による補給を絶やさなかったため失敗に終わった。フランスは翌年も同じ策をとり、ブレスト艦隊を派遣してルイブール周辺のフランス軍を補強しようとした。1757年11月、ジャン＝フランソワ・ド・ラ・クルー＝サブラン率いるフランス船15隻はトゥーロンを出港したが、30日に嵐に遭い、当時中立国であったスペインのカルタヘナ港に避難した。ヘンリー・オズボーン率いるイギリス艦隊がフランス艦隊を港内に封鎖したため、フランス艦隊はそのままカルタヘナに留まった。オズボーンはフランス海軍が地中海から逃げることを防ぐという命令を受けており、ミシェル＝アンジュ・デュケーヌ・ド・メネヴィル率いるフランスの戦列艦3隻がトゥーロンから出発してラ・クルーと合流しようとする、という情報も受け取っていた。またイギリス船隊の拿捕に失敗した船2隻がカルタヘナに突入してラ・クルーを増援した。

## 戦闘
オズボーンがカルタヘナ沖を巡航中、デュケーヌ艦隊が接近しているのを見つけ、デュケーヌはイギリス艦隊が大軍だったため自軍に散開するよう命じた。オズボーンは艦隊の大半をカルタヘナ封鎖に残した一方、戦艦数隻を派遣して退却しているフランス艦隊を追撃した。
まず、オルフィがイギリスの戦列艦3隻に追いかけられて降伏した。続いてオリフラムが拿捕されることを防ぐために自ら座礁した。残ったデュケーヌの旗艦フードロイヤンは逃げようとしたが、イギリス艦隊は夜まで追撃し、そのうちの1隻であったモンマスが追いついて攻撃した。戦闘中にモンマスの艦長アーサー・ガーディナーが戦死したが、フードロイヤンが降伏し、デュケーヌが捕虜にされたことで戦闘は終わった。

## その後
7月、オズボーンはフランス艦隊が北アメリカへ向かうには時期が遅すぎる（到着する頃には冬が近い）ためカルタヘナから撤収して補給に戻った。同じくもはやルイブールを救う手立てがないと判断したラ・クルーはジブラルタル海峡を強行突破せず、トゥーロンへ戻った。同月、ルイブールはイギリスに降伏した。
イギリス海軍は1756年のミノルカ陥落により評判が地に落ちたが、この海戦の勝利で汚名を返上した。また、ミノルカ島の海戦の指揮官であったジョン・ビングは「最善を尽くさなかった」として処刑され、ビングの旗艦の艦長アーサー・ガーディナーも臆病を指摘されたが、彼がカルタヘナの海戦で再び同じ艦船の艦長を務め、戦死したことでその疑いが晴らされた。

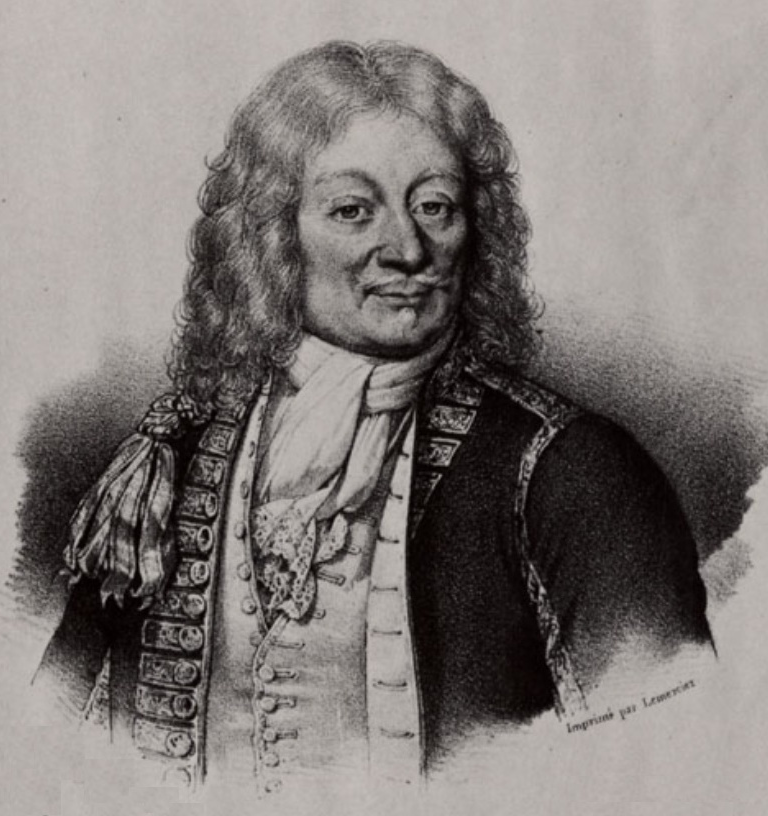
フランス艦隊の指揮官ミシェル＝アンジュ・デュケーヌ・ド・メネヴィル。彼が乗っていた旗艦は拿捕され、彼自身も捕虜にされた。

この戦役はイギリス海軍の海上封鎖の戦略の一例となった。海上補給の技術が進歩したことにより、海上封鎖が海軍の戦術として現実的となり、実際イギリスはその後も海上封鎖を多用した。